# Lungeni, Suceava
Lungeni este o localitate componentă a orașului Broșteni din județul Suceava, Moldova, România.
 Acest articol despre o localitate din județul Suceava este deocamdată un ciot. Puteți ajuta Wikipedia prin completarea lui.